# 三泉乡
三泉乡，是中华人民共和国四川省绵阳市梓潼县曾经下辖的一个乡。2019年12月，撤销三泉乡，将其所属行政区域划归长卿镇管辖。

## 行政区划
三泉乡撤销前下辖以下地区：
天星村、白雀村、金山村、三河村、兴隆村和丝公村。